# Zoila rosselli
Zoila rosselli là một loài ốc biển, là động vật thân mềm chân bụng sống ở biển trong họ Cypraeidae, họ ốc sứ.

## Hình ảnh

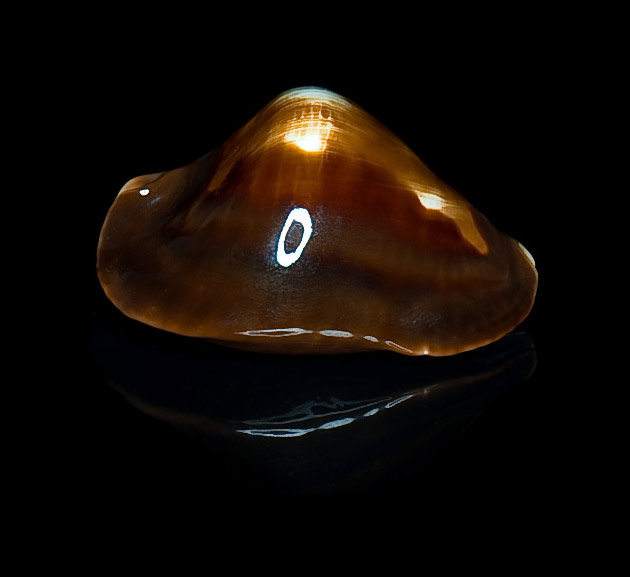